# Sydney International 2019 (Badminton)
Die Sydney International 2019 im Badminton fanden vom 18. bis zum 22. September 2019 in Sydney statt. 

## Sieger und Platzierte
| Disziplin    | Gold                                   | Silber                             | Bronze                       |
| ------------ | -------------------------------------- | ---------------------------------- | ---------------------------- |
| Herreneinzel | Yusuke Onodera                         | Lim Chong King                     | Chi Yu-jen                   |
| Herreneinzel | Yusuke Onodera                         | Lim Chong King                     | Niluka Karunaratne           |
| Dameneinzel  | Kisona Selvaduray                      | Shiori Ebihara                     | Hung En-tzu                  |
| Dameneinzel  | Kisona Selvaduray                      | Shiori Ebihara                     | Natsuki Nidaira              |
| Herrendoppel | Chen Xin-yuan Lin Yu-chieh             | Peter Gabriel Magnaye Alvin Morada | Cai Ruiqing Zhang Sijie      |
| Herrendoppel | Chen Xin-yuan Lin Yu-chieh             | Peter Gabriel Magnaye Alvin Morada | Liao Kuan-hao Po Li-wei      |
| Damendoppel  | Cheng Yu Chieh Tseng Yu-chi            | Pearly Tan Thinaah Muralitharan    | Rin Iwanaga Kie Nakanishi    |
| Damendoppel  | Cheng Yu Chieh Tseng Yu-chi            | Pearly Tan Thinaah Muralitharan    | Teoh Mei Xing Yap Ling       |
| Mixed        | Peter Gabriel Magnaye Thea Marie Pomar | Oliver Leydon-Davis Anona Pak      | Alvin Morada Alyssa Leonardo |
| Mixed        | Peter Gabriel Magnaye Thea Marie Pomar | Oliver Leydon-Davis Anona Pak      | Po Li-wei Yu Chien-hui       |